# Гребенчатый орнамент

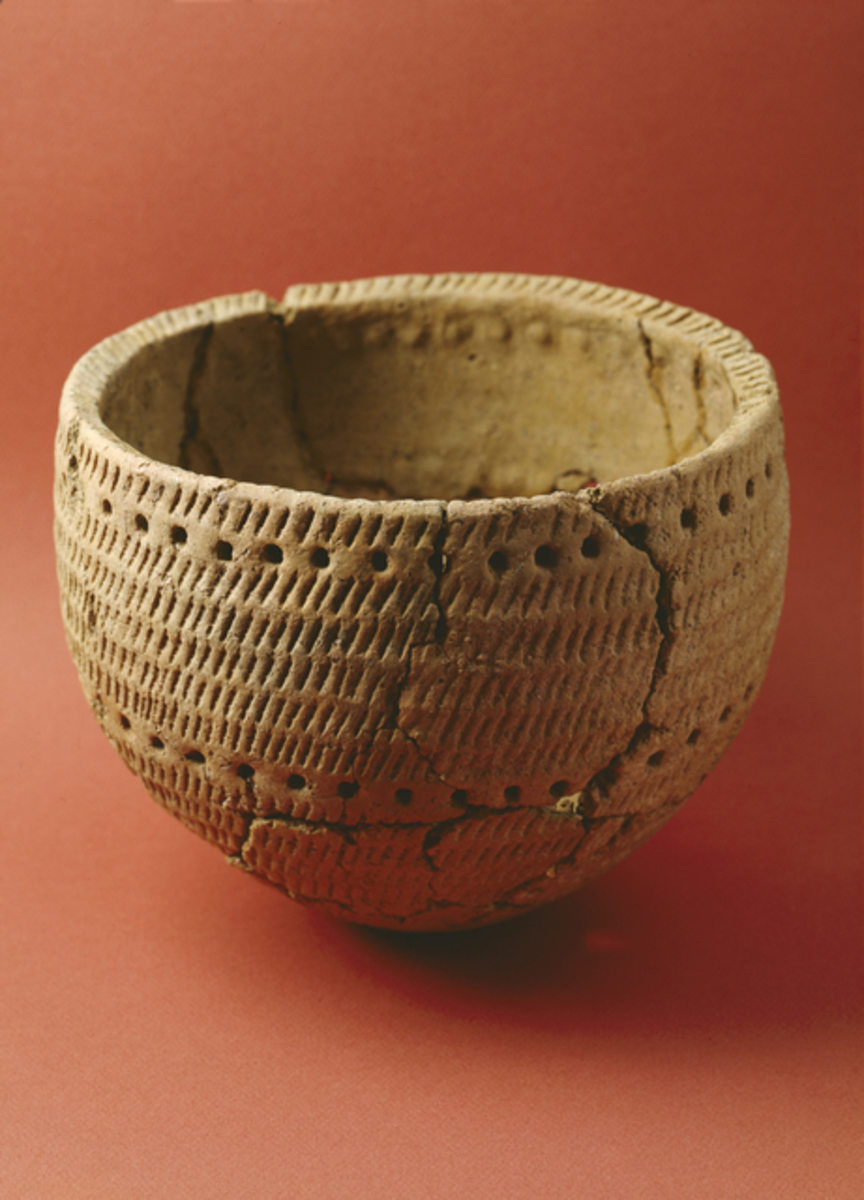

Гребенчатый орнамент (гребенчатая орнаментация керамики) — широко распространённый в древности способ украшения керамических изделий. Рисунок в виде гребня выполнялся зубчатым инструментом (штампом — орнаментиром) по сырой глине. В результате получались ленты параллельных или беспорядочно разбросанных гребенчатых насечек, разнообразных геометрических фигур. Появление гребенчатого рисунка связано с эпохой неолита (5—2-е тысячелетие до н. э.).
Первоначально появился накольчатый узор, выполняемый палочкой или косточкой от скелета животного или птицы. Затем по аналогии такого способа возник и гребенчатый узор. Орнамент мог быть визуально разделён на части, которые отделялись друг от друга рядами ямочного рисунка. Гребенчатый орнамент на керамике дал название культурно-исторической общности ямочно-гребенчатой керамики, которая сформировалась в северо-восточной части Европы, на территории современной Белоруссии, Скандинавии и Прибалтики. На Европейской территории в бо́льшей степени на рисунке преобладали ямки, поэтому рисунок называют ямочно-гребенчатым, а на Западе Сибири — преимущественно гребни, поэтому там орнамент на керамике получил название гребенчато-ямочным.

## Этимология
Название получено из-за орнамента на керамических изделиях, который имел вид гребней. Гребенчатый орнамент наносился на сырую поверхность глиняного сосуда орнаментиром с зубчатым краем, оставляющим отпечатки в виде зубцов гребёнки. Отсюда название — гребёнка, гребенчатый.

## Описание
Источник: 

### Инструменты для нанесения гребенчатого орнамента
Приспособления для нанесения орнамента разделяются на две группы — зубчатые и незубчатые. Гребенчатый штамп мог иметь зубцы различной формы, не только круглые или треугольные. По материалу изготовления штампы подразделяют на каменные (изготовленные в основном из сланца), керамические (из остатков разбившейся посуды или специально вылепленные из глины), костяные (из костей животных, птиц, рыб), позднее металлические. Наиболее древними были природные зубчатые орнаментиры: раковины, челюсти животных. Узоры, полученные с помощью гребенчатого орнамента разнообразны. Они зависят от размеров и количества зубцов, способа соприкосновения с поверхностью сосуда. Штамп мог ставиться вертикально, под углом, образуя горизонтальные пояски, ленты, волны, зигзаг, волнистую линию, геометрические фигуры (ромбы, треугольники, круги и т. п.). Если инструмент во время нанесения рисунка передвигался, то образовывалась «качалка», или «шагающая гребёнка»; если штамп протащивался без отрыва от стенки сосуда, получалась «протащенная гребёнка», если орнаментир прокатывался (для этого требовалась выгнутая рабочая поверхность), то получалась «прокатка».

### Этапы развития гребенчатой керамики
В развитии и распространении гребенчато-ямочной керамики установлено несколько этапов. В раннем этапе присутствует гребенчатая составляющая, без ямок. Этому периоду свойственны две разновидности рисунка. Первый (малочисленный) —  чередование гребней и ямок, второй — появление глубоких ямок с гребенчатым рисунком вокруг них. Во втором этапе в рисунке возрастает доля гребенчатого орнамента и идёт увеличение ямочного элемента. В орнаменте начинает появляться несложный геометрический узор. На позднем этапе гребенчато-ямочной керамики усложняется рисунок. Отдельные пояса гребёнки разделяются геометрическими фигурами, сложными зигзагами, в которые дополнительно встроены ямки.
Разнообразные варианты гребенчатых орнаментов на керамических изделиях дают основание учёным историкам считать, что всевозможные рисунки могли нести в себе какой-то ритуальный смысл.